# Techdirt

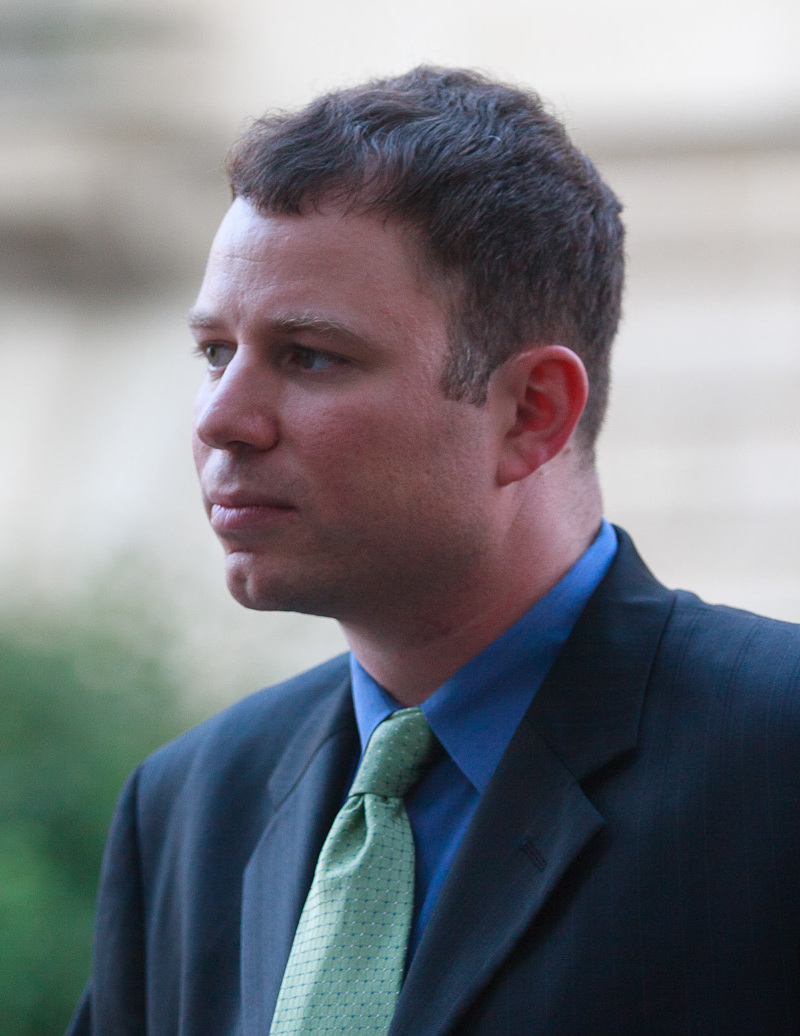
Mike Masnick, CEO und Gründer von Techdirt (2012)

Techdirt ist eine Website, die meinungsstark über neue Technologie und Technologiepolitik berichtet, insbesondere über Fragen des Urheber- und Patentrechts. Sie selbst beschreibt sich als Gruppen-Blog. Mike Masnick gründete die Website 1997, als Newsletter, stellte aber bald auf ein Blog-Format um und begann das Hobbyprojekt im Jahr 2000 zu einem Blog mit Unternehmensberatung auszubauen.
Eigentümer ist das Unternehmen Floor64, das in Foster City, Kalifornien im Silicon Valley seinen Sitz hat. Floor64 beschäftigt acht feste Mitarbeiter.

## Konzept
Techdirt thematisiert gesellschaftliche Auswirkungen und Auswüchse der digitalen Technologieentwicklung: vor allem geschlossene Systeme aller Art wie Urheberrecht, Bezahlschranken, das Geschäftsmodell von Apple oder andere Versuche, Offenheit und Kommunikation einzuschränken. Obwohl im Silicon Valley ansässig, begreift sich Techdirt nicht als typisches Silicon-Valley-Blog, da es weniger Start-Up-News und Geschäftszahlen bringe, sondern allgemeiner über Technologiepolitik und Ökonomie berichte. Die Leserschaft setzt sich nach eigenen Angaben aus dem gesamten englischsprachigen Raum zusammen. Den eigenen Zahlen nach sind die Leser überwiegend männlich, zwischen Anfang 20 und Anfang 40, IT-Leute, Journalisten, Regierungsbeamte und Anwälte.
Masnick verfolgt die inhaltliche Linie, dass sich nur knappe Güter verkaufen lassen und Text und Nachrichten heutzutage keine knappen Güter mehr sind. Masnick und Techdirt zeigen sich dabei experimentell in dem Versuch, Geschäftsmodelle zu entwickeln, die ohne künstliche Verknappung auskommen, indem sie tatsächlich knappe Güter verkaufen.
Ursprünglich als Unternehmensberatung und Infoservice mit sieben Mitarbeitern gegründet, die 2006 etwa 40 Großunternehmen berieten, expandierte  Techdirt im Jahr 2006. Das kostenfreie Blog Techdirt kreiert eine Community, auf der dann andere Geschäfte aufsetzen. Neben dem Blog betreibt Masnick seit 2007 die Techdirt Insight Community, bei der sich Kleinunternehmen Beratung durch eine Vielzahl von Experten holen können. Die Website geht damit einen Mittelweg zwischen offenen Plattformen wie Yahoo Answers oder Gutefrage.net und geschlossener traditioneller Unternehmensberatung.

## Rezeption und Bedeutung
Die Redaktionslinie wird dabei von MediaShift als „geistreich-schnoddrig“ bezeichnet. Techdirts inhaltliche Linie wird als angriffslustig und bissig gegenüber Unternehmen bezeichnet, die nach Ansicht von Techdirt das Internet und seine sich ändernden Kontrollmöglichkeiten nicht verstanden haben.
Masnick prägte auf Techdirt den Begriff Streisand-Effekt. 2003 kürte das Forbes techdirt als eines der „Best Tech Blogs“. Business Week verlieh der Site schon ihren Best-of-the-Web-Preis.
Die Künstlerin Lily Allen beendete ihr öffentliches Engagement gegen Filesharing, nachdem sie mit Techdirt unter anderem aneinandergeraten war, weil sie unautorisiert einen Techdirt-Post auf ihre Website gestellt hatte.